# 손길승
손길승(孫吉丞,  1941년 2월 6일 ~ )은 SK텔레콤 명예회장을 맡고 있는 대한민국의 기업인이다.

## 생애
학군사관 1기 임관하여 복무하였다. 1965년 선경직물에 평사원으로 입사하고 1978년 경영기획실장에 임명된 뒤 1998년까지 선경그룹의 경영기획실장으로 재직하였다. 1998년 8월 최종현 회장이 폐암으로 별세하자 SK그룹의 회장으로 추대되었다. 프로야구단 SK 와이번스의 구단주로도 활동했다. 2008년 12월부터 SK텔레콤 명예회장이다.

## 학력
- 봉래초등학교 졸업
- 진주중학교 졸업
- 1959년 진주고등학교 졸업
- 1963년 서울대학교 상과대학 상학 학사

## 경력
- 서울대학교 총동창회 명예부회장
- 2014.08 전국경제인연합회 통일경제위원회 위원장
- 2009.01 ~ 2015.08 대한펜싱협회 회장
- 2008.12 ~ SK텔레콤 명예회장
- 전국경제인연합회 명예회장
- 2003.02 ~ 2003.10 제28대 전국경제인연합회 회장
- 2001.03 ~ 2003.08 SK글로벌 대표이사 회장
- 2000 ~ 2003 한국기업메세나협의회 회장
- 1998 전국경제인연합회 부회장
- 1998 ~ 2004 SK그룹 회장
- 1997.03 ~ 1998.08 SK텔레콤 대표이사 부회장
- 1994 한국이동통신협회 부회장
- 1982.06 ~ 1997 유공해운 대표이사 사장
- 1978 ~ 1998 선경그룹 경영기획실장
- 1965.12 선경직물 입사

## 사건

### 성추행 사건
손길승 SK 텔레콤 명예회장은 20대 여성을 강제 추행한 혐의로 경찰 조사를 받고 있다.